# دوغ بيرد
دوغ بيرد (بالإنجليزية: Doug Baird)‏ (26 نوفمبر 1935 في المملكة المتحدة - 1 ديسمبر 2002 في المملكة المتحدة) هو لاعب كرة قدم بريطاني في مركزي الدفاع والظهير. شارك مع منتخب اسكتلندا تحت 21 سنة لكرة القدم. أما مع النوادي، فقد لعب مع نادي بارتيك ثيسل ونادي بليموث أرجايل ونوتينغهام فورست وهاميلتون أكاديميكال ورابطة كرة القدم الاسكتلندية الحادية عشر ‏ وTavistock A.F.C. ‏.

## وصلات خارجية
- دوغ بيرد على موقع قاعدة بيانات كرة القدم.إي يو (الإنجليزية)